# Eumaeus toxana
Eumaeus toxana är en fjärilsart som beskrevs av Jean Baptiste Boisduval 1870. Eumaeus toxana ingår i släktet Eumaeus och familjen juvelvingar. Inga underarter finns listade i Catalogue of Life.